# Balimheide
De Balimheide is een natuurgebied van 50 hectare gelegen te Lommel. 

## Geschiedenis
Jarenlang was het gebied ingekleurd als industriezone (Kristalpark III). Het ecologisch interessante gebied was dan ook het twistpunt tussen de ontwikkelaars, stad Lommel en natuurliefhebbers. 
Eind 2016 werd overleg gestart waardoor Natuurpunt bijna 50 hectare kon kopen die een noord-zuid corridor vormt met andere heide en stuifduingebieden (Sahara, Kattenbosserheide, Molse Nete).

## Gebied
Het gebied bestaat uit stuifduinen met vennen en schrale heide en is een goed biotoop voor enkele tientallen uitzonderlijke spinnen en insecten. Het gebied heeft onder andere de grootste gekende populatie aan lentervuurspinnen ter wereld en een hoge concentratie aan heivlinders. Het is de enige plaats in België waar de amazonemier voorkomt en een van de weinig plekken waar de kommavlinder (7 nog), gele kruiper (3 nog), sabelmier (nog 4) en de boszandloopkever (3 nog) voorkomen.

## Fauna en Flora

### Fauna
Zoogdieren
- woelmuis, ware muis, spitsmuis

Vogels
- veldleeuwerik

Reptielen
- gladde slang[6]

Ongewervelden
- amazonemier, veldparelmoervlinder, lentevuurspin, heivlinder, kommavlinder boszandloopkever, bastaard zandloopkever, rode rookwants, gerimpelde metaalboktor, espenblad, geelsprietdikkopje, gele kruiper, sabelmier